# Estación General Enrique Godoy
General Enrique Godoy es una estación de ferrocarril ubicada en el Departamento General Roca, en la Provincia de Río Negro, República Argentina.

## Servicios
Pertenece al Ferrocarril General Roca en su ramal entre Bahía Blanca y Zapala.
No presta servicios de pasajeros desde 1993, sin embargo por sus vías corren trenes de carga, a cargo de la empresa Ferrosur Roca.
La estación ferroviaria fue habilitada en el mes de julio de 1924, se conocía como km 1.113. El 21 de noviembre de 1930 se designa a la estación ferroviaria con el nombre de General Enrique Godoy. En el año 1937 se construye el terraplén e instalan las vías auxiliares en la estación. El primer jefe de estación fue el Sr. Bernardo Sogo ( extraído del libro " Sendas de Ayer ") Escritor Juan Celedonio Joubert.

## Ubicación
Se accede desde la Ruta Nacional 22.